# Diary of a Wimpy Kid: Dog Days
Diary of a Wimpy Kid: Dog Days is een Amerikaanse speelfilm. De film verscheen op 2 augustus 2012. De film is een vervolg op Diary of a Wimpy Kid en Diary of a Wimpy Kid: Rodrick Rules en een verfilming van de boeken Diary of a Wimpy Kid: The Last Straw en Diary of a Wimpy Kid: Dog Days. Het is de laatste speelfilm in de gelijknamige filmserie.

## Plot
De film begint als de familie Heffley naar het zwembad gaat om het begin van de zomervakantie te vieren. Ze komen een oude vriend van Rodrick (Devon Bostick) tegen, die naar een militaire opleiding is geweest. Als Greg (Zachary Gordon) in het peuterbad terechtkomt blijkt zijn broertje Manny (Conor en Owen Fielding) te staan plassen, net zoals de andere peuters.
Op de laatste schooldag vraagt Greg Holly (Peyton Roi List) om zijn jaarboek te signeren en haar telefoonnummer. Maar in de drukte van de kinderen die naar de uitgang rennen is het nummer niet compleet. Buiten probeert hij het nog eens, maar Holly's oudere zus Heather Hills (Melissa Roxburgh) komt haar ophalen en rijdt snel weg.
Op de eerste vakantiedag zwaait Greg zijn vader (Steve Zahn) uit en speelt dan tot zijn thuiskomt op de Xbox 360. Hij loopt onder de sproeier door en pakt een bal en doet alsof hij gesport heeft. Als zijn vader de tv aanzet staat het spel er nog aan en komt hij achter de waarheid. Hij trekt alle stekkers van de tv eruit en loopt weg. Hun moeder (Rachael Harris) houdt hem tegen en zegt tegen hem dat ze meer tijd met de kinderen moeten doorbrengen.
Gregs vader maakt hem de volgende morgen wakker om te gaan vissen, maar Greg gooit al het aas overboord als ze op het meer zijn. Ook neemt hij hem mee naar een club die veldslagen naspeelt, maar Greg verpest alles en vlucht weg.
Rowley (Robert Capron) neemt hem mee naar de plaatselijke golfclub, en ze komen daar Holly tegen. Ze maken een afspraak voor een potje tennis. Thuis zegt zijn vader dat hij hem heeft opgegeven voor een stage, en in paniek zegt Greg dat hij een baan heeft bij de golfclub. Tijdens het potje tennis verliezen Greg en Rowley keer op keer.
Op onafhankelijksdag geeft hun overbuurman, meneer Warren, aan Gregs vader het advies om een hond te kopen. Hij koopt er een en de hond krijgt de naam "Sweetie". Greg vindt de hond niet leuk omdat hij zijn rust verstoort.
Rodrick gaat de volgende dag mee naar de golfclub omdat hij Heather Hills wil versieren. Hij doet alsof hij verdrinkt zodat Heather, die badmeester is, hem kan redden. Maar iemand anders pakt hem.
Greg gaat met Rowley en zijn ouders naar de kust, waar ze in de "Cranium Shaker" gaan. Die avond rammelt Greg een S.O.S bericht in elkaar en verstuurt dat naar zijn moeder. De volgende ochtend komt Rowley's vader erachter en in nood belt Greg de politie, die meneer Jefferson overmeestert. Gregs vader komt hem ophalen en neemt hem mee naar huis.
Daarna zegt Rowley dat hij niet naar de golfclub gaat, maar Greg gaat toch. Hij ontdekt dat Rowley loog en dat Greg van zijn ouders niet meer mee mag vanwege het "weekend aan zee". Greg springt van de hoge plank om indruk te maken op Holly, maar verliest daarbij zijn zwembroek. Uiteindelijk pakt hij een zwembroek met "prinses" erop en gaat naar de uitgang.
De volgende dag gaat Greg ook en regelt dat Rodrick mag spelen op de 16de verjaardag van Heather Hills. De dag daarna brengt Gregs vader hem naar zijn "werk". Op dat moment krijgt Rowley's vader de rekening van de smoothies die Greg en Rowley hebben besteld. Gregs vader brengt hem zijn zonnebrand en hoort dat Greg geen baan heeft. Hij betaalt de rekening van $ 260 aan smoothies en zegt dat hij teleurgesteld is in Greg. De volgende ochtend ontdekken Rodrick en Greg een dvd van de militaire opleiding.
Greg en zijn vader gaan met de scouting kamperen. Greg, Rowley, Chirag (Karan Brar) en Fregley bespioneren meneer Warren die de leider van een andere groep is. Hij noemt Gregs vader een "gewone Gazelle" en Greg neemt wraak door mieren in de slaapzakken van zijn groep te doen. De tent van meneer Warren blijkt vol met tv's, magnetrons en bedden te zitten. Het loopt fout als meneer Warren binnenkomt en Greg onder het bed zit. De mieren kruipen uit de zak en Greg gooit in paniek de hele tent in het vuur.
Greg neemt de verantwoordelijkheid en vertelt de waarheid aan zijn vader. Die ziet alles en noemt meneer Warren een "nepperd". Ze logeren in een hotel en Greg en zijn vader voeren een gesprek over hoeveel ze op elkaar lijken.
De film eindigt op de 16de verjaardag van Heather Hills. Rodrick zingt met "Löded Diper" een rockversie van Baby van Justin Bieber en Holly en Greg vormen een koppel en brengen de rest van de vakantie door aan het zwembad.

## Rolverdeling
| Acteur                 | Personage        | Opmerkingen           |
| ---------------------- | ---------------- | --------------------- |
| Zachary Gordon         | Greg Heffley     | Hoofdpersoon          |
| Robert Capron          | Rowley Jefferson | Gregs beste vriend    |
| Steve Zahn             | Frank Heffley    | Gregs vader           |
| Peyton Roi List        | Holly Hills      | Vriendin van Greg     |
| Devon Bostick          | Rodrick Heffley  | Gregs oudere broer    |
| Karan Brar             | Chirag Gupta     | Vriend van Greg       |
| Rachael Harris         | Suzan Heffley    | Gregs moeder          |
| Conor en Owen Fielding | Manny Heffley    | Gregs kleine broertje |
| Laine MacNeil          | Patty Farrell    | Meisje                |
| Melissa Roxburgh       | Heather Hills    | Holly's oudere zus    |
| Jeff Kinney            | Holly's vader    | naam niet bekend      |